# Умершие в сентябре 1999 года
Это список известных людей, соответствующих установленным критериям значимости (см. Википедия:Критерии значимости персоналий), умерших в сентябре 1999 года.
Причина смерти указывается лишь в исключительных случаях (убийство, самоубийство, гибель в результате военных действий, смертная казнь, ДТП или несчастные случаи). В остальных случаях — не указывается.

1 сентября
- Дмитрий Гвишиани (20) — курсант Военной академии Беларуси.
- Юрий Мазур (74) — советский и российский востоковед.

5 сентября
- Николай Драган (74) — советский гвардии старший сержант, командир орудия 282-го гвардейского истребительно-противотанкового полка 5-й ударной армии 1-го Белорусского фронта. Полный кавалер Ордена Славы.
- Леонид Седов (91) — советский и российский учёный-механик, академик АН СССР.

6 сентября
- Назар Наджми (81) — народный поэт Башкортостана (писал на башкирском и татарском языках).
- Лагумот Харрис (60) — науруанский политический деятель.

8 сентября
- Алексей Бородин (82) — Герой Советского Союза.
- Лев Разгон (91) — русский писатель, критик, правозащитник; узник сталинских лагерей, один из основателей Общества «Мемориал».
- Владимир Самойлов (75) — советский и российский актёр театра и кино, Народный артист СССР (1984).
- Лагумот Харрис — науруанский политический деятель, президент Науру в 1978 и 1995 — 1996 годах (род. приблизительно в 1938).
- Руслан Хайхороев (35 или 36) — чеченский полевой командир, руководитель обороны с. Бамут во время Первой чеченской войны, бригадный генерал; по одной из версий, умер в больнице от ранений.

9 сентября
- Абдель Латиф аль-Богдади (81) — египетский политический и военный деятель, один из лидеров революции 1952 года, вице-президент Объединённой Арабской Республики и Египта в 1958 — 1964 годах; рак печени.
- Николай Криволуцкий (76) — Герой Советского Союза.
- Яков Оводов (82) — Герой Советского Союза.

10 сентября
- Валентин Беспалов (83) — советский и российский прозаик, поэт, журналист. Член Союза писателей СССР и России.
- Альфредо Краус (71) — испанский певец, тенор[1].

13 сентября
- Николай Колобов (92) — советский работник транспортной отрасли, начальник станции Рыбное Московско-Рязанской железной дороги, Герой Социалистического Труда.

14 сентября
- Иван Дорошенко — Полный кавалер Ордена Славы.

15 сентября
- Лила Лидс (71) — американская киноактриса.
- Пётр Жмурко (77) — горный металлург, заместитель министра цветной металлургии СССР, лауреат Государственной премии СССР.
- Пётр Шелохонов (70) — российский актёр театра и кино, Заслуженный артист РСФСР (1979).

17 сентября
- Виктор Вуячич (65) — белорусский советский эстрадный певец. Народный артист Белоруссии.
- Гари Кошницкий (91) — австралийский шахматист, международный мастер ИКЧФ.

18 сентября
- Гари Кошницкий (91) — австралийский шахматист, международный мастер ИКЧФ.
- Явдат Мустаев (79) — советский горный инженер.
- Виктор Сафронов (81) — советский и российский астроном, автор теории формирования планет.

20 сентября
- Раиса Горбачёва (ур. Титаренко) (67) — советский и российский общественный деятель, супруга Михаила Горбачёва; лейкемия[2].

21 сентября
- Алёшина, Тамара Ивановна (80) — советская актриса театра и кино, заслуженная артистка РСФСР

22 сентября
- Василий Заикин (77) — танкист, Герой Советского Союза.
- Василий Мишустин (82) — летчик-истребитель, Герой Советского Союза.
- Джордж К. Скотт (71) — американский актёр, режиссёр и продюсер, обладатель премии «Оскар»; разрыв аневризмы брюшной аорты.

25 сентября
- Мэрион Зиммер Брэдли (69) — американская писательница.
- Николай Тимофеев (77) — советский актёр театра и кино.

26 сентября
- Сергей Медунов (83) — советский партийный и государственный деятель, с 1973 по 1982 Первый секретарь Краснодарского крайкома КПСС.
- Джесси Диркхайзинг (13) — американский мальчик, изнасилованный и подвергшийся издевательствам двух любовников-педофилов; скончался в больнице в результате асфиксии.

27 сентября
- Хельмут Квитцрау — бригадефюрер СА.

29 сентября
- Евгений Лапинский (57) — советский волейболист, Олимпийский чемпион.
- Андрей Хомин (31) — украинский футболист, защитник.

30 сентября
- Григорий Абызов (80) — Герой Советского Союза.
- Николай Анненков (100 или 104) — советский актёр театра и кино, артист Малого театра, народный артист СССР.
- Дмитрий Сергеевич Лихачёв (92) — знаменитый русский филолог, академик, общественный деятель.